# Jan Nepomucen Marwicz
Jan Nepomucen Marwicz (ur. 20 kwietnia 1795 w Tuchlinie, zm. 29 marca 1886 w Pelplinie) – duchowny katolicki, biskup chełmiński.

## Życiorys
Brał udział jako oficer armii pruskiej w bitwie pod Lipskiem, gdzie uratował życie królewiczowi pruskiemu, późniejszemu cesarzowi Wilhelmowi I. Studiował na wydziale teologicznym Uniwersytetu Wrocławskiego oraz w Bonn. 10 kwietnia 1830 w Pelplinie przyjął święcenia kapłańskie. Został proboszczem w Tucholi. W  1843 został kanonikiem chełmińskim.
3 sierpnia 1857 został mianowany przez papieża Piusa IX biskupem chełmińskim. Konsekrowany 9 stycznia 1857 przez biskupa pomocniczego poznańskiego Franciszka Stefanowicza w Pelplinie. Rozbudował Collegium Marianum oraz seminarium duchowne w Pelplinie. W 1876 działania kulturkampfu doprowadziły do zamknięcia seminarium i Collegium Marianum. Inicjował działania przeciwko germanizacji w diecezji, był wrażliwy na biedę. W 1863 ofiarował Sierakowicom przytułek dla ubogich. Dzięki jego pomocy franciszkanie w Wejherowie, wyrzuceni ze swojego klasztoru, wznieśli nowy i zamieszkali w nim 1 kwietnia 1873. Biskup Marwicz był syndykiem apostolskim franciszkańskiej Prowincji Niepokalanego Poczęcia NMP w Prusach i w Wielkim Księstwie Poznańskim (dzisiaj Prowincja Wniebowzięcia Najświętszej Maryi Panny Zakonu Braci Mniejszych w Katowicach). Leon XIII mianował go asystentem tronu papieskiego.